# Carolina Lüthi
Carolina Andrea Lüthi (* 11. Februar 1972 in Luzern) ist eine ehemalige Schweizer Ruderin und Radsportlerin.

## Sportliche Laufbahn

### Rudern
1991 begann Carolina Lüthi mit dem Rudern. 1993 und 1994 errang sie bei U23-Weltmeisterschaften jeweils die Bronzemedaille im Einer. Zwischen 1994 und 2004 nahm sie regelmässig am Ruder-Weltcup teil. Bei Ruder-Weltmeisterschaften startete sie in jener Zeit im Einer bzw. Doppelzweier und konnte dabei 1997 und 2001 den WM-Final erreichen. Zwischen 1992 und 2004 wurde sie 21 Mal Schweizer Rudermeisterin, im Einer wie im Doppelzweier.
2000 und 2004 startete Lüthi bei Olympischen Spielen. 2000 in Sydney belegte sie gemeinsam mit Bernadette Wicki Platz sieben im Doppelzweier unter zehn teilnehmenden Mannschaften. Vier Jahre später bei den Olympischen Spielen 2004 in Athen belegte Lüthi im Einer einen für sie enttäuschenden 15. Platz. Daraufhin erklärte sie ihren Rücktritt vom Leistungsrudern.

### Bahnradsport
Lüthi wechselte zum Bahnradsport. Schon 1997 war sie nationale Vize-Meisterin im Omnium geworden. 2005 sowie 2006 wurde sie Schweizer Omnium-Meisterin, 2006 errang sie zudem bei den Bahneuropameisterschaften in Athen die Bronzemedaille in dieser Disziplin.

## Privates
Carolina Lüthi ist als Ernährungswissenschaftlerin an der ETH Zürich tätig und im dortigen Alumni-Ruderteam aktiv. Sie selbst ernährt sich vegetarisch.

## Erfolge (Bahnradsport)
2005
- Schweizer Meisterin – Omnium

2006
- Europameisterschaft – Omnium
- Schweizer Meisterin – Omnium